# Diocesi di Lashio
La diocesi di Lashio (in latino Dioecesis Lashioensis) è una sede della Chiesa cattolica in Birmania suffraganea dell'arcidiocesi di Mandalay. Nel 2023 contava 30.574 battezzati su 2.638.180 abitanti. È retta dal vescovo Lucas Dau Ze Jeimphaung, S.D.B.

## Territorio
La diocesi è situata nella zona centrale della Birmania nello Stato Shan.
Sede vescovile è la città di Lashio, dove si trova la cattedrale del Sacro Cuore di Gesù.
Il territorio si estende su 60.559 km² ed è suddiviso in 22 parrocchie.

## Storia
La prefettura apostolica di Lashio fu eretta il 20 novembre 1975 con la bolla Catholicae fidei di papa Paolo VI, ricavandone il territorio dalla diocesi di Kengtung.
Il 7 luglio 1990 la prefettura apostolica è stata elevata a diocesi con la bolla Missionariorum ob sollertem di papa Giovanni Paolo II.

## Cronotassi dei vescovi
Si omettono i periodi di sede vacante non superiori ai 2 anni o non storicamente accertati.
- John Jocelyn Madden, S.D.B. † (20 novembre 1975 - 19 dicembre 1985 dimesso)
- Charles Maung Bo, S.D.B. (16 maggio 1986 - 13 marzo 1996 nominato vescovo di Pathein)
  - Sede vacante (1996-1998)
- Philip Lasap Za Hawng (3 aprile 1998 - 24 giugno 2020 ritirato)
- Lucas Dau Ze Jeimphaung, S.D.B., succeduto il 24 giugno 2020

## Statistiche
La diocesi nel 2023 su una popolazione di 2.638.180 persone contava 30.574 battezzati, corrispondenti all'1,2% del totale.
| anno | popolazione | popolazione | popolazione | presbiteri | presbiteri | presbiteri | presbiteri                | diaconi | religiosi | religiosi | parrocchie |
| anno | battezzati  | totale      | %           | numero     | secolari   | regolari   | battezzati per presbitero | diaconi | uomini    | donne     | parrocchie |
| ---- | ----------- | ----------- | ----------- | ---------- | ---------- | ---------- | ------------------------- | ------- | --------- | --------- | ---------- |
| 1980 | 15.061      | 1.601.000   | 0,9         | 7          |            | 7          | 2.151                     |         | 8         | 41        | 7          |
| 1990 | 23.063      | 2.250.000   | 1,0         | 14         | 6          | 8          | 1.647                     |         | 24        | 58        | 19         |
| 1999 | 30.539      | 2.200.000   | 1,4         | 21         | 14         | 7          | 1.454                     |         | 12        | 108       | 15         |
| 2000 | 30.879      | 2.240.000   | 1,4         | 22         | 15         | 7          | 1.403                     |         | 12        | 128       | 15         |
| 2001 | 32.000      | 2.260.000   | 1,4         | 22         | 16         | 6          | 1.454                     |         | 11        | 136       | 15         |
| 2002 | 28.533      | 2.244.000   | 1,3         | 26         | 20         | 6          | 1.097                     |         | 11        | 142       | 16         |
| 2003 | 30.855      | 2.246.855   | 1,4         | 28         | 22         | 6          | 1.101                     |         | 11        | 150       | 18         |
| 2004 | 30.998      | 2.300.000   | 1,3         | 29         | 23         | 6          | 1.068                     |         | 12        | 139       | 16         |
| 2013 | 26.897      | 2.488.000   | 1,1         | 41         | 33         | 8          | 656                       |         | 13        | 126       | 18         |
| 2016 | 25.151      | 2.551.000   | 1,0         | 42         | 34         | 8          | 598                       |         | 10        | 129       | 20         |
| 2019 | 25.848      | 2.619.600   | 1,0         | 44         | 38         | 6          | 587                       |         | 9         | 139       | 21         |
| 2021 | 28.160      | 2.670.385   | 1,1         | 50         | 43         | 7          | 563                       |         | 14        | 129       | 20         |
| 2023 | 30.574      | 2.638.180   | 1,2         | 49         | 45         | 4          | 623                       |         | 12        | 144       | 22         |